# Приморська Сена
Приморська Сена (фр. Seine-Maritime фр. вимова: [sɛn maʁitim] ( прослухати)) — департамент на північному заході Франції, один з департаментів регіону Нормандія. Порядковий номер 76.
До 18 січня 1955 р. департамент називався Нижня Сена (Seine-Inférieure).
Адміністративний центр — Руан.
Населення 1,239 млн чоловік (10-е місце серед департаментів, дані 1999 р.).

## Географія
Площа території 6278 км². Через департамент протікає річка Сена, гирло якої знаходиться на південь від Гавра.
Департамент включає 3 округа, 69 кантонів і 745 комун.

## Історія
Приморська Сена — один з перших 83 департаментів, утворених під час Великої французької революції в березні 1790 р. Виник на території колишньої провінції Нормандія.